# Asplenium dicranurum
Asplenium dicranurum är en svartbräkenväxtart som beskrevs av Carl Frederik Albert Christensen. Asplenium dicranurum ingår i släktet Asplenium och familjen Aspleniaceae. Inga underarter finns listade.